# José Castro Portugal
José Castro Portugal (Vila Nova de Gaia, 1870 - Vila Nova de Gaia, 1936) foi um cientista, mineralogista e professor universitário português.

## Biografia
José Amadeu dos Reis Castro Portugal frequentou a Academia Politécnica do Porto em 1896 onde se formou em Engenharia de Minas e Industrial.
Em 1901 desempenha as funções de demonstrador de Física e de naturalista de Mineralogia.
Em 1913 é nomeado professor extraordinário da recente criada Faculdade de Ciências da Universidade do Porto, depois de ter apresentado a sua dissertação "Materiais para o estudo da riqueza mineralógica da província de Trás-os-Montes" e do trabalho sobre as "Minas de estanho de Caminha e Viana do Castelo".
Nesta faculdade ministrou as disciplinas de Mineralogia e Petrologia, Mineralogia e Geologia e o curso de Cristalografia e de Geografia Física.
Em 1918 é-lhe atribuído o grau de doutor em Ciências Histórico-Naturais.
Entre 1926 e 1934 foi diretor do Museu e Laboratório Mineralógico e Geológico desta faculdade e pela sua ação, a coleção de Mineralogista Portuguesa aí existente é designada Coleção Castro Portugal.
Era ainda um conhecedor da agricultura tendo investido na apicultura, pecuária e avicultura. Criou uma fábrica de máquinas agrícolas em Vila Nova de Gaia, introduziu a sementeira em linha, fez uso dos adubos químicos e investiu ainda na indústria dos lacticínios.
Contribui para a fundação da Sociedade de Horticultura do Porto (1898), foi sócio da Liga Agrária do Norte e da Sociedade Protetora dos Animais, instalou a  Câmara Regional da Agricultura do Porto e fundou uma escola prática de Pomologia e Horticultura.
Distinto membro da sociedade portuense, era também um defensor do regime monárquico e católico praticante.
Faleceu em Vila Nova de Gaia a 4 de dezembro de 1936.